# Hibiscus cameronii
Hibiscus cameronii là một loài thực vật có hoa trong họ Cẩm quỳ. Loài này được Knowles & Westcott mô tả khoa học đầu tiên năm 1838.